# Знаменская церковь на Знаменской площади
Зна́менская це́рковь (Церковь Входа Господня во Иерусалим) — утраченный православный храм в Санкт-Петербурге, располагавшийся на Знаменской площади. Разобран в 1941 году.
Главный престол храма был освящён в честь Входа Господня во Иерусалим, боковой придел — в честь иконы Божией Матери «Знамение».

## История
Деревянная церковь во имя Входа Господня в Иерусалим была построена при пересечении Невского проспекта и Лиговского канала в 1765—1768 годах. В обиходе она получила название Знаменской по приделу, освящённому в 1765 году в честь иконы Божией Матери «Знамение». В 1794—1804 годах по проекту архитектора Фёдора Демерцова церковь перестроили в камне. В 1809 году появилась чугунная ограда и две часовни (и то, и другое было перестроено П. А. Чепыжниковым при ремонте 1863—1865 годов при настоятеле Александре Никольском). По имени церкви («Знаменская») получили своё названия Знаменская площадь и Знаменская улица (ныне площадь и улица Восстания). Знаменским назывался и мост через Лиговский канал, расположенный по Невскому проспекту.

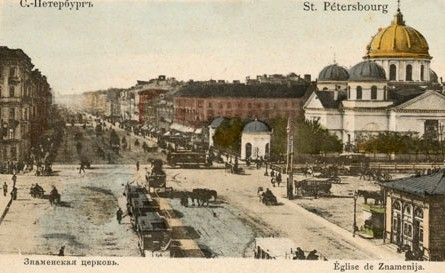

В 1870-х годах по проекту архитектора Доримедонта Соколова был построен дом причта Знаменской церкви (Лиговский проспект, 39), ставший важным элементом ансамбля Знаменской площади.
К 1940 году архитекторами Львом Голубовским, Тамарой Каценеленбоген при консультации профессора Ноя Троцкого был составлен проект перестройки церкви для здания Ленинградского Промстройпроекта. Церковь была разобрана в начале 1941 года (дата 1936 год ошибочна — церковь ещё действовала в первой половине 1937 года: в ней служили четверо протоиереев и двое протодиаконов).
В 1945 году на месте разобранной церкви по проекту архитектора А. И. Наумова был устроен сквер, причём сохранившийся гранитный цоколь церкви был включён в композицию, как опорная стенка для второго уровня партера. По предложению главного архитектора города Н. В. Баранова в центре сквера был установлен фонтан-водопойня, перенесённый сюда с Пулковской дороги.
В 1955 году на месте сквера был открыт наземный вестибюль станции метро «Площадь Восстания». В 2007 году на стене вестибюля станции была установлена мемориальная доска в память о Знаменской церкви.

## Духовенство
С 22 октября 1829 года протоиереем церкви был Тимофей Никольский, который был назначен в 1831 году настоятелем Спасо-Сенновской церкви. Благодаря его хлопотам церкви был возвращён в пользование и распоряжение этаж принадлежавшего ей дома, в течение сорока лет находившийся в пользовании Министерства народного просвещения — был занят приходским городским училищем.
С 1831 года здесь служил протоиерей Иван Щелкунов.
До 1851 года настоятелем церкви был протоиерей Кирилл Воцкий, затем — Яков Предтеченский. В этом же году сюда был определён священником сын Тимофея Никольского, Александр. Здесь также служил Василий Иванович Барсов — благочинный с 1866 года.